# Потрійний Львів
«Потрі́йний Львів» (лат. Leopolis Triplex) — перша в історії хроніка міста Львова, написана Бартоломеєм Зиморовичем у середині 17 століття.
Хроніка написана латиною в надзвичайно вишуканому стилі, який часом суттєво утруднює розуміння суті текстів.
Сам Бартоломей Зиморович у перших рядках свого Magnum opus (видатна праця) повідомляє, що не має на меті змагатися з поетами і риториками у описі міста, яке «в цілому королівстві Польському проголошене прикрасою і захистом земель руських». Він хотів «факелом історичним додати йому (місту) блиску», хоча цей факел «тільки любов до вітчизни сильніша за всі підстави» («solus amor patriae ratione valetiar omni»). І далі, що він (автор) може поступитися іншим у красномовстві, але не точністю фактів, бо хоче переказати нащадкам правду історичних подій.

## Коротко про зміст
Хроніка складається з трьох частин, звідки й походить назва — «Потрійний Львів».
Перша частина — «Львів руський» охоплює події княжої доби від заснування Львова до смерті князя Льва. Зокрема йдеться про народи, що населяли Львів, розбудову міста та замків, а також про історію православної ікони Діви Марії, заступниці Львова, яка й дотепер шанується і зберігається у Ченстохові.
Друга частина — «Львів німецький» присвячена становленню Львова, як міста європейського: спалення Казимиром старого княжого Львова, побудова нового міста, політика короля щодо корінного населення, поява тевтонів-найманців та період панування німецьких порядків, поява у місті домініканців та францисканців, а також польсько-литовські війни за землі Червоної Русі.
Третя частина — «Львів польський» веде річ про Львів у складі Польського королівства, асиміляція німців, розширення впливу місцевих бояр та шляхти. Ця частина містить багато описів важливих подій з життя міста: пожежі, будівництво храмів, комета над Львовом, певні персоналії шляхти і духовенства.
У своїх описах Зиморович надзвичайно не толерантний до іновірців (русинів, жидів, татар та вірмен), в текстах зустрічаються дуже різкі епітети на адресу цих народів та щодо їх способу життя і звичаїв. Незважаючи на суб'єктивне ставлення автора до іновірців, він сумлінно описує історичні події.

## Значення праці
«Потрійний Львів» є першою і єдиною пам'яткою історіографії XVII сторіччя в Україні та Польщі. Жодне польське чи українське місто не має такого раннього опису історичних подій, що базується на архівних джерелах.
Б. Зиморович в силу свого положення у Львові (писар, а згодом радник і бургомістр) мав доступ до історичних документів, які він дослідив і поклав в основу своєї праці, більшість з цих документів не дійшла до наших часів. До роботи над працею Зиморович взявся ймовірно у 30-х роках XVII сторіччя, про це він повідомляє у релігійному панегірику Advocatus mundi у 1642 році.

## Публікації хроніки
Хроніка «Потрійний Львів» не була опублікована за життя Б. Зиморовича. Більше того, понад 150 років про її існування знали нечисленні дослідники та архіваріуси, які зберігали рукописи та робили з них копії для вправи у латині. Одна з таких копій зберігалася у монастирі Василіан при церкві св. Онуфрія у Львові. Власне з неї й був зроблений перший переклад хроніки на польську мову. Підготував і видав переклад своїм коштом вчитель Мартин Півоцький (Marcin Piwocki). З огляду на складність перекладу перекладач-аматор запросив до співпраці вченого ченця з того ж таки монастиря василіан при церкві св. Онуфрія — Варлаама Компаневича. Врешті через 162 роки після написання хроніка була видана у Львові у 1835 році. Перше видання не тішилося великою популярністю, а якість перекладу неодноразово піддавалася критиці.
Оригінальний латинський текст «Leopolis Triplex» був опублікований лише 1899 році. Підготовку до друку здійснив дослідник життя і творчості Зиморовича Корнелій Юліуш Гек (Korneli Juliusz Heck), котрий ретельно вивчив всі 6 на той час доступних варіантів рукописів хроніки. Це було вже професійне історичне видання з ретельним аналізом і коментарем істориків.
Видання було ілюстроване малюнком невідомого художника, на якому зображено уявний портрет Зиморовича.
У 2002 році «Потрійний Львів» було вперше видано українською мовою у перекладі Н. Царьової.